# Nordausques
Nordausques (Nederlands: Noord-Elseke) is een gemeente in het Franse departement Pas-de-Calais (regio Hauts-de-France).  De gemeente maakt deel uit van het arrondissement Sint-Omaars. Nordausques telde op 1 januari 2022 1.293 inwoners.

## Naam
De naam is verwant aan die van het naburig dorp Zudausques. De oudste vermeldingen zonder voorvoegsel konden dan ook op beide plaatsen betrekking hebben. Uit de 11de eeuw dateren vermeldingen als Elceka. De naam zou van Gallo-Romeins oorsprong zijn, met het achtervoegsel -acum, wat onder Germaanse invloed naar -esques evolueerde. De Vlaamse voorvoegsel Zuid- en Noord- van beide dorpen werden later toegevoegd. Zo dateert uit de 15de eeuw een vermelding Nortausque.

## Geografie
De oppervlakte van Nordausques bedroeg op 1 januari 2022 5,94 vierkante kilometer; de bevolkingsdichtheid was toen 217,7 inwoners per km². Het dorp ligt aan de Hem.

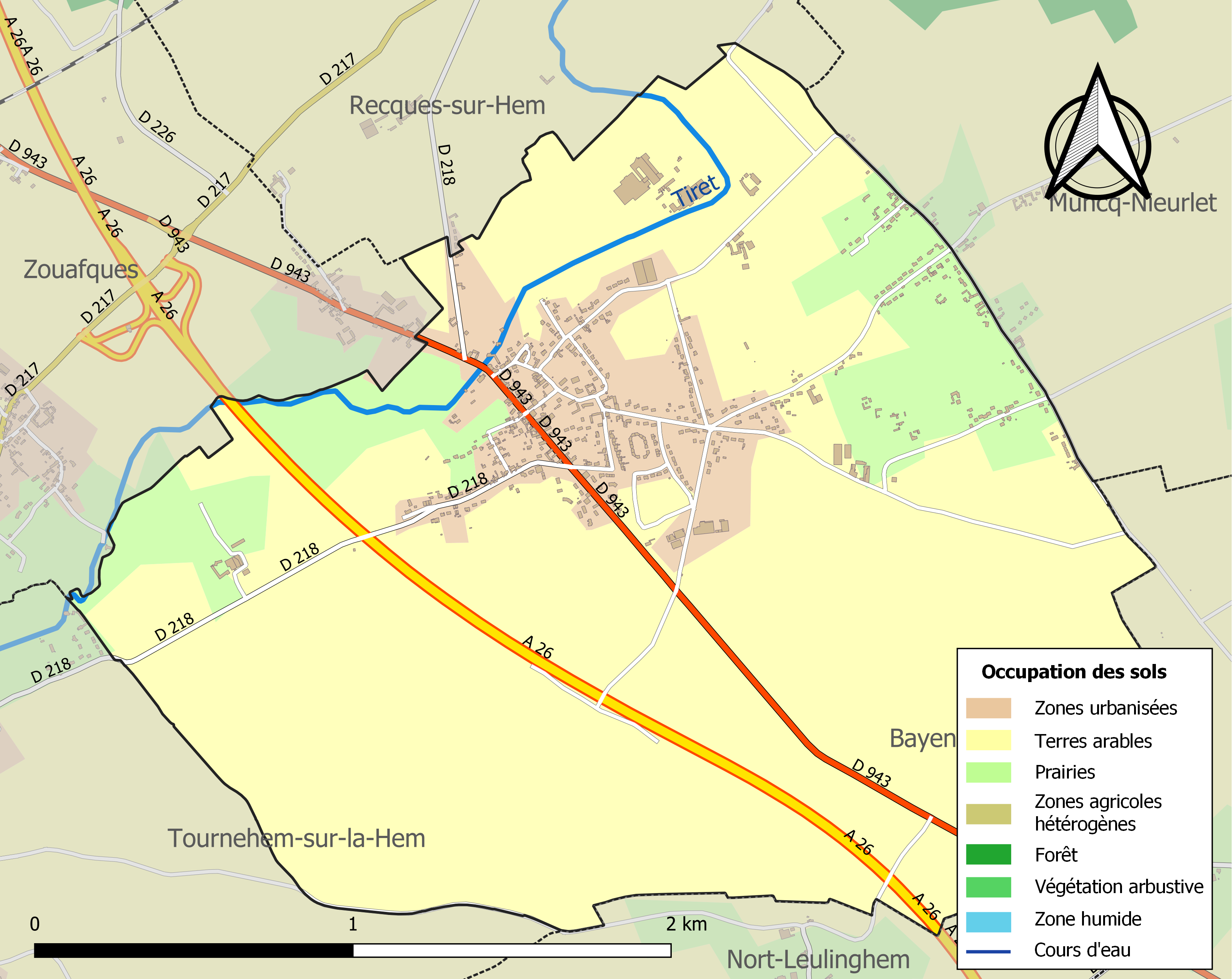
Kaart van de gemeente met belangrijkste infrastructuur, bodemgebruik en omliggende gemeenten

## Bezienswaardigheden
- De Église Saint-Martin

## Demografie
Onderstaande figuur toont het verloop van het inwonertal (bron: INSEE-tellingen).

## Verkeer en vervoer
Door de gemeente loopt de autosnelweg A26/E15, die vlak bij het dorp een op- en afrit heeft op het grondgebied van buurgemeente Zouafques.